# Liga Árabe
La Liga de los Estados Árabes, o simplemente Liga Árabe (en árabe: جامعة الدول العربية [Yāmi`at ad-Duwal al-`Arabiyya]), es una organización que agrupa a los Estados árabes de Oriente Próximo y el Magreb.
Fue fundada el 26 de marzo de 1945, en El Cairo, por siete Estados: Egipto, Irak, Transjordania, Líbano, Arabia Saudí, Siria, y Yemen del Norte. Actualmente, la Liga cuenta con 22 miembros. Su objetivo principal es:

Servir al bien común, asegurar mejores condiciones, garantizar el futuro y cumplir los deseos y expectativas de todos los países árabes.

Su diferencia con otras organizaciones como la Unión Europea es que no ha conseguido un grado importante de integración regional, la organización no mantiene relaciones directas con los ciudadanos de sus Estados miembros y no existe una política exterior común como en la UE. La carta fundacional de la Liga Árabe declara que coordinará asuntos económicos, incluyendo relaciones comerciales, comunicaciones, cultura y salud. La sede permanente (Secretaría General) de la Liga se encuentra en la ciudad de El Cairo (Egipto), salvo entre 1979-1989 que estuvo ubicada en Túnez, además cuenta con una sede administrativa localizada en El Cairo (Egipto).
En su carta fundacional, la Liga Árabe fijó como sus objetivos iniciales los de conseguir que el resto de estados árabes que aún se encontraban colonizados por países europeos se independizasen, y que en el Mandato Británico de Palestina la minoría judía no estableciera un estado independiente (Israel). También especificaba que no se trata de una Unión de estados ni de una Federación, sino una Liga en la que todos los estados soberanos mantienen una total independencia. Durante los últimos acontecimientos políticos la Liga Árabe se dirige a convertirse en un futuro cercano en una alianza militar árabe debido a la creación de la reciente coalición internacional contra la banda terrorista Estado Islámico y las intervenciones militares e injerencistas de Estados Unidos con sus gobiernos aliados en Oriente Próximo ―tales como Israel, Egipto o Arabia Saudita―. La Liga Árabe actualmente se encuentra dividida entre los estados que apoyan las políticas intervencionistas de Estados Unidos y los que se oponen a tales. Solo unos pocos como Argelia e Irak se han opuesto.

## Historia
Tras la adopción del Protocolo de Alejandría en 1944, la Liga Árabe se fundó el 22 de marzo de 1945. La sede oficial de la Liga fue el Palacio Boustan en El Cairo. Su objetivo era ser una organización regional de estados árabes centrada en el desarrollo de la economía, la resolución de disputas y la coordinación de objetivos políticos. Posteriormente, otros países se unieron a la liga. Cada país recibió un voto en el consejo. La primera acción importante fue la intervención conjunta para evitar que Palestina se dividiera en dos estados, de acuerdo con la decisión de la Asamblea General de las Naciones Unidas. Cuando Transjordania aceptó esta propuesta, Egipto intervino para evitar que esto sucediera. A esto le siguió la creación de un tratado de defensa mutua dos años después. Se estableció un mercado común en 1965.
La Liga Árabe no ha logrado mucha cooperación a lo largo de su historia. Según Michael Barnett y Etel Solingen, el diseño de la Liga Árabe refleja las preocupaciones individuales de los líderes árabes por la supervivencia de sus regímenes: «La política del nacionalismo árabe y una identidad compartida llevaron a los estados árabes a adoptar la retórica de la unidad árabe para legitimar sus regímenes y a temer la unidad árabe en la práctica porque impondría mayores restricciones a su soberanía». La Liga Árabe fue «específicamente diseñada para no lograr el tipo de mayor colaboración e integración que podría haber debilitado a los líderes políticos locales».

## Fundación

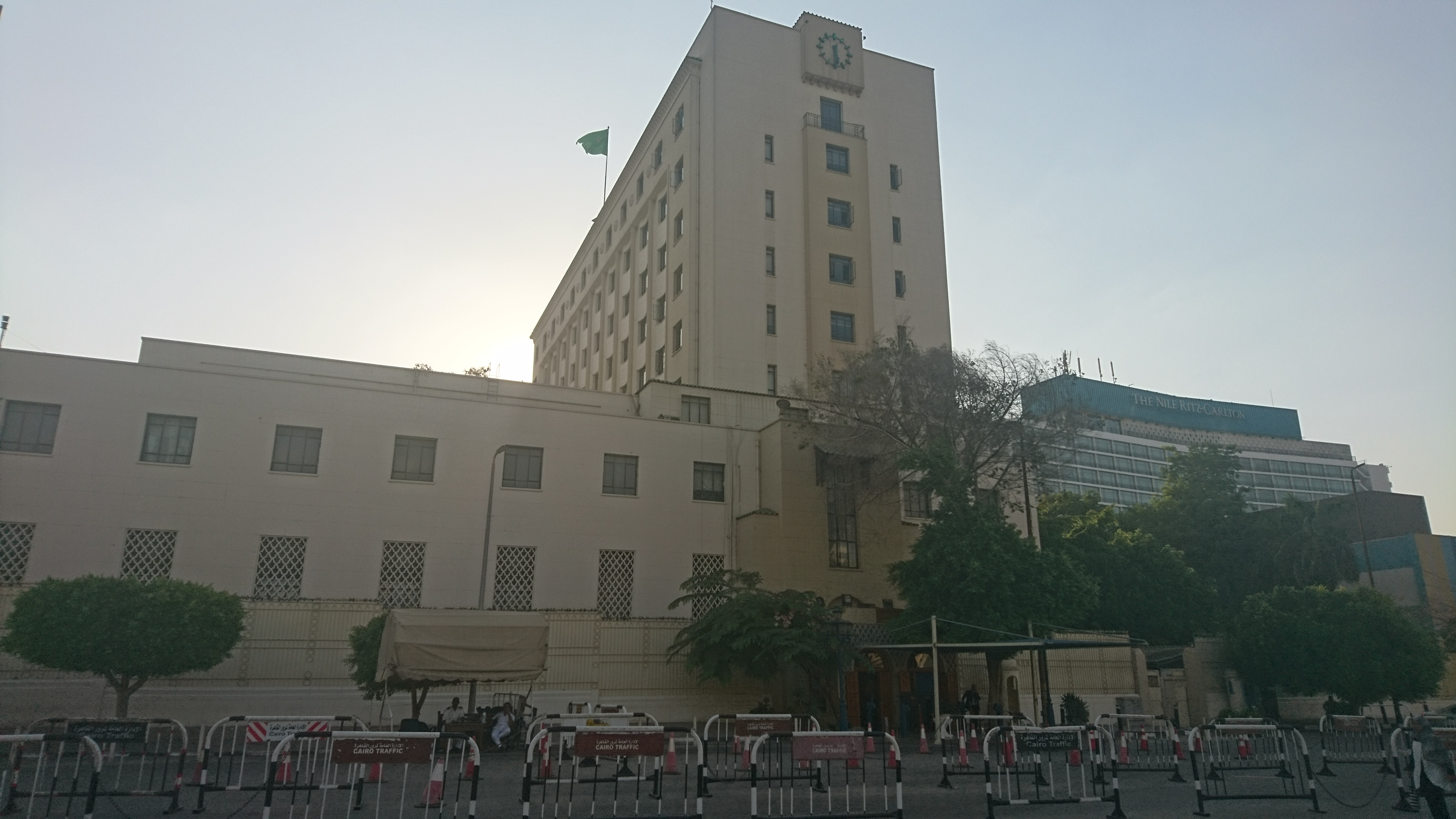
Sede de la Liga Árabe en El Cairo.

Durante la Segunda Guerra Mundial, El Cairo fue el centro de la toma de decisiones tanto económicas como militares de los británicos para todo Oriente Próximo. Esta posición estratégica clave permitió al gobierno egipcio entrar en conversaciones con otros países árabes para consolidar una unión más estrecha entre todos ellos. En ese momento, la situación en todos los Estados Árabes era muy diferente; mientras que en los gobiernos de Irak y Siria había una clara voluntad de fomentar los vínculos entre los países árabes, en el Líbano (con una importante población cristiana) no se veía con tan buenos ojos. En Yemen, Arabia Saudita y Egipto el sentimiento de unidad árabe ya estaba más extendido, aunque siempre manteniendo por delante los intereses nacionales.
Lo que estaba fuera de toda duda era el hecho de que la guerra había contribuido notablemente a consolidar el sentimiento de unidad entre todos los árabes.
Este estrechamiento de lazos desembocó en un primer intento de creación de una Liga de Estados Árabes, favorecido además por el impulso británico, que se aseguraba así la influencia en la zona.
El primer borrador, desarrollado por el primer ministro de Irak y por Reino Unido, establecía cinco puntos por los que se habría de regir la unión:
1. Se concedería una pequeña autonomía a los judíos de Palestina.
2. Creación de la Liga Árabe, formada por la unión de Irak y de la Gran Siria.
3. Formación de una Gran Siria, que estaría formada por Siria, Palestina, Transjordania y Líbano.
4. La Liga tendría un consejo permanente encargado de coordinar las cuestiones relativas a la administración y gobierno, los asuntos exteriores, la defensa, las cuestiones económicas y la protección de las minorías.
5. Los maronitas de Líbano tendrían un régimen privilegiado.

También se establecía que esta unión estaría dirigida por la familia Hachemita. Sin embargo, este primer proyecto contó con una importante oposición; claramente en contra se manifestaron la comunidad judía, gran parte de la opinión pública libanesa, una parte de los sirios que defendían su propia nacionalidad al margen del resto de pueblos árabes, Egipto (que aspiraba a una unidad bajo su hegemonía) y el rey de Hiyaz, que no veía con buenos ojos que se forjara en su frontera norte una unión tan fuerte dominada por la familia Hachemita. Esta fuerte oposición abocó al proyecto a su fracaso. Ante el poco éxito de los Hachemitas en el proceso de unidad, el presidente egipcio Nabas, lanzó un segundo proyecto que suponía un menor grado de integración pero que contaba con un mayor apoyo, especialmente por parte de los ingleses. Después de dos conferencias (Alejandría en 1944 y El Cairo en 1945) y una intensa labor diplomática se consiguió, presionando a los países más reticentes, crear la Liga de los Estados Árabes. Esta unió a siete países con relativa capacidad de acción: Egipto, Siria, Líbano, Transjordania, Irak, Arabia Saudita y Yemen del Norte, junto con un representante de los árabes palestinos, dejando las puertas abiertas a la posible entrada del resto de países árabes que quisieran unirse a ellos una vez lograsen su independencia.
Se estableció su sede fija en El Cairo. Aunque se prohibía la injerencia en asuntos internos de otros países, sí se marcaron una serie de objetivos: fortalecer las relaciones entre los Estados miembros, coordinar sus políticas para salvaguardar su independencia y soberanía, y en general, todo cuanto afectaba a los asuntos e intereses de los países árabes. También se estrechaba la cooperación en materia económica, en comunicaciones, en asuntos culturales y en las políticas de bienestar social. Se alcanzó el acuerdo de no recurrir a la fuerza para resolver conflictos entre los miembros de la Liga.

## Miembros

Dispersión del idioma árabe.

Miembros de la Liga Árabe (y fecha de su admisión):
- Egipto - 22 de marzo de 1945 (fundador) (suspendido, 1979-1989).
- Irak - 22 de marzo de 1945 (fundador).
- Jordania (como Transjordania entre 1945-1949) - 22 de marzo de 1945 (fundador).
- Líbano - 22 de marzo de 1945 (fundador).
- Arabia Saudita - 22 de marzo de 1945 (fundador).
- Siria - 22 de marzo de 1945 (fundador), (suspendido, 2011-2023).
- Yemen del Norte - 5 de mayo de 1945 (fundador), desde 1990 como Yemen 1967-1990 (fusión con Yemen del Sur).
- Libia - 28 de marzo de 1953 (suspendido y readmitido en 2011).
- Sudán - 9 de enero de 1956
- Marruecos - 1 de octubre de 1958
- Túnez - 1 de octubre de 1958
- Kuwait - 20 de julio de 1961
- Argelia - 16 de agosto de 1962
- Emiratos Árabes Unidos - 12 de junio de 1971
- Baréin - 11 de septiembre de 1971
- Catar - 11 de septiembre de 1971
- Omán - 29 de septiembre de 1971
- Mauritania - 26 de noviembre de 1973
- Somalia - 14 de febrero de 1974
- Palestina - 9 de septiembre de 1976 (representada por la OLP).
- Yibuti - 18 de diciembre de 1977
- Comoras - 20 de noviembre de 1993

## Miembros suspendidos temporalmente
Egipto fue suspendido en 1979 después de haber firmado el Tratado de Paz Egipcio-Israelí, y la sede de la Liga se trasladó de El Cairo a Túnez. En 1987, los Estados de la Liga Árabe restablecieron relaciones diplomáticas con Egipto, el país fue readmitido en la Liga en 1989, y la sede de la Liga se trasladó de nuevo a El Cairo.
A pesar de que Egipto sufrió un golpe de Estado el 3 de julio de 2013 destituyendo así al único presidente elegido democráticamente, Mohamed Morsi, la Liga Árabe consideró este acto como no-antidemocrático y por lo tanto decidieron no suspenderlo de sus funciones, estando bajo un gobierno provisional civil en manos de Adli Mansur como Presidente interino de Egipto, hasta que se convocaron elecciones presidenciales y democráticas, donde se colocó a Abdel Fatah Al-Sisi quien también nombró como nuevo primer ministro (interino) a Ibrahim Mahlab como nuevo presidente constitucional de la República Árabe de Egipto.
La Yamahiriya Árabe Libia fue suspendida de la Liga Árabe el 22 de febrero de 2011. El 27 de agosto de 2011, la Liga Árabe votó a favor de restablecer la membresía de Libia por la acreditación de un representante del Consejo Nacional de Transición, que está parcialmente reconocido como el gobierno interino del país a raíz del derrocamiento de Gadafi de la capital, Trípoli.
El 12 de noviembre de 2011, la Liga aprobó un decreto que suspendería la membresía de la Siria baazista si el gobierno no detenía la violencia contra manifestantes civiles el 16 de noviembre en medio del conflicto que vive el país. A pesar de ello, el gobierno no cedió a las demandas de la Liga y empeoró la situación. Para el 2012, la crisis se había vuelto una cruel guerra civil, lo que alejó aún más a la Siria baazista de la organización. El 6 de marzo de 2013, la Liga Árabe cedió el escaño de Siria a la Coalición Nacional Siria, el mayor grupo de la oposición.  El 9 de marzo de 2014, el secretario general Nabil Elaraby declaró que el escaño de Siria permanecería vacante hasta que la oposición completara la formación de sus instituciones.  En 2021, la Liga Árabe inició un proceso de normalización entre el gobierno baazista sirio y otras naciones árabes.  
El 7 de mayo de 2023, la Siria baazista fue readmitida en la liga árabe después de una votación de los ministros de Relaciones Exteriores árabes en El Cairo mucho antes de la reunión programada en Arabia Saudita para ese mismo mes. Anteriormente, Kuwait y Catar se habían opuesto a la presencia de Bashar al-Ásad en la cumbre de la Liga Árabe. El esfuerzo de normalización regional tomó por sorpresa a los EE. UU. y sus aliados europeos, ya que se oponían a un “camino político liderado por los árabes” para resolver la crisis. Según el comunicado, a al Ásad se le permitiría asistir a la reunión el 19 de mayo de 2023, si "él desea hacerlo". A pesar de una postura crítica de Jordania hacia la readmisión de Siria a la alianza, el nuevo proceso político se denominó “Iniciativa jordana”. Sin embargo, Siria sigue bajo sanciones occidentales después de que millones de sirios fueran desplazados o buscaran refugio en Jordania y países europeos durante la guerra civil. Los cambios en las relaciones entre la Siria baazista y otros Estados árabes permitirían a muchos de ellos regresar a su patria, según los anuncios hechos anteriormente por funcionarios jordanos y sauditas.

## Organización
La Liga Árabe está compuesta por los siguientes organismos:
- Agencias árabes especializadas;
- Comités técnicos;
- Consejo de la Liga Árabe, integrado por todos los Estados miembros. Cada país tiene un voto y las decisiones aprobadas no son necesariamente vinculantes;
- Consejo Económico y Social Árabe;
- Secretaría General, nombrada por el Consejo
- Uniones o asociaciones árabes;

Secretarios Generales de la Liga Árabe:
| N.º | Nombre                    | País de origen | Desde | Hasta       |
| --- | ------------------------- | -------------- | ----- | ----------- |
| 1   | Abdul Rahman Azzam        | Egipto         | 1945  | 1952        |
| 2   | Abdul Khlek Hassouna      | Egipto         | 1952  | 1972        |
| 3   | Mahmoud Riyadh            | Egipto         | 1972  | 1979        |
| 4   | Chedli Klibi              | Túnez          | 1979  | 1990        |
| 5   | Ahmad Esmat Abd al Meguid | Egipto         | 1991  | 2001        |
| 6   | Amr Moussa                | Egipto         | 2001  | 2011        |
| 7   | Nabil El Araby            | Egipto         | 2011  | 2016        |
| 8   | Abdelouahed Belkeziz      | Túnez          | 2016  | En el cargo |

### Cumbres

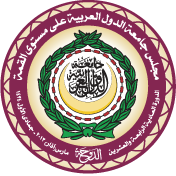
Logo de la cumbre de la Liga Árabe de 2013.

| N.º | Fecha                       | País anfitrión        | Ciudad anfitriona |
| --- | --------------------------- | --------------------- | ----------------- |
| 1   | 13-17 de enero de 1964      | República Árabe Unida | El Cairo          |
| 2   | 5-11 de septiembre de 1964  | República Árabe Unida | Alejandría        |
| 3   | 13-17 de septiembre de 1965 | Marruecos             | Casablanca        |
| 4   | 29 de agosto de 1967        | Sudán                 | Jartum            |
| 5   | 21-23 de diciembre de 1969  | Marruecos             | Rabat             |
| 6   | 26-28 de noviembre de 1973  | Argelia               | Argel             |
| 7   | 29 de octubre de 1974       | Marruecos             | Rabat             |
| 8   | 25-26 de octubre de 1976    | Egipto                | El Cairo          |
| 9   | 2-5 de noviembre de 1978    | Iraq                  | Bagdad            |
| 10  | 20-22 de noviembre de 1979  | Túnez                 | Túnez             |
| 11  | 21-22 de noviembre de 1980  | Jordania              | Amán              |
| 12  | 6-9 de septiembre de 1982   | Marruecos             | Fez               |
| 13  | 1985                        | Marruecos             | Casablanca        |
| 14  | 1987                        | Jordania              | Amán              |
| 15  | Junio de 1988               | Argelia               | Argel             |
| 16  | 1989                        | Marruecos             | Casablanca        |
| 17  | 1990                        | Iraq                  | Bagdad            |
| 18  | 1996                        | Egipto                | El Cairo          |
| 19  | 27-28 de marzo de 2001      | Jordania              | Amán              |
| 20  | 27-28 de marzo de 2002      | Líbano                | Beirut            |
| 21  | 1 de marzo de 2003          | Egipto                | Sharm el-Sheij    |
| 22  | 22-23 de mayo de 2004       | Túnez                 | Túnez             |
| 23  | 22-23 de marzo de 2005      | Argelia               | Argel             |
| 24  | 28-30 de marzo de 2006      | Sudán                 | Jartum            |
| 25  | 27-28 de marzo de 2007      | Arabia Saudí          | Riad              |
| 26  | 29-30 de marzo de 2008      | Siria                 | Damasco           |
| 27  | 28-30 de marzo de 2009      | Catar                 | Doha              |
| 28  | 27-28 de marzo de 2010      | Libia                 | Sirte             |
| 29  | 27-29 de marzo de 2012      | Iraq                  | Bagdad            |
| 30  | 21-27 de marzo de 2013      | Catar                 | Doha              |
| 31  | 25-26 de marzo de 2014      | Kuwait                | Kuwait            |
| 32  | 28-29 de marzo de 2015      | Egipto                | Sharm el-Sheij    |
| 33  | 20 de julio de 2016         | Mauritania            | Nuakchot          |
| 34  | 23-29 de marzo de 2017      | Jordania              | Amán              |
| 35  | 15 de abril de 2018         | Arabia Saudí          | Dhahran           |
| 36  | Abril de 2019               | Túnez                 | Túnez             |

## Recursos económicos
La Liga Árabe es rica en recursos, como enormes recursos de petróleo y gas natural en ciertos Estados miembros. Otra industria que está creciendo de manera constante en la Liga Árabe son las telecomunicaciones. En menos de una década, empresas locales como Orascom y Etisalat han logrado competir internacionalmente.
Los logros económicos iniciados por la Liga entre los Estados miembros han sido menos impresionantes que los logrados por organizaciones árabes más pequeñas como el Consejo de Cooperación del Golfo (CCG). [43] Entre ellos se encuentra el gasoducto árabe, que transportará gas egipcio e iraquí a Jordania, Siria, Líbano y Turquía. A partir de 2013, existe una diferencia significativa en las condiciones económicas entre los estados petroleros desarrollados de Argelia, Catar, Kuwait y los Emiratos Árabes Unidos, y países en desarrollo como las Comoras, Yibuti, Mauritania, Somalia, Sudán y Yemen.

### Miembros de la OAPEC
La Liga Árabe también incluye grandes tierras fértiles en la parte sur de Sudán. Se la conoce como la canasta de alimentos del mundo árabe, la inestabilidad de la región, incluida la independencia de Sudán del Sur, no ha afectado a su industria turística, que se considera la industria de más rápido crecimiento en la región, con Egipto, Emiratos Árabes Unidos, Líbano, Túnez y Jordan liderando el camino. Otra industria que está creciendo de manera constante en la Liga Árabe son las telecomunicaciones.
Los logros económicos dentro de los miembros han sido bajos en la historia de la liga, otras organizaciones árabes más pequeñas han logrado más que la liga, como el CCG, pero últimamente varios proyectos económicos importantes que son prometedores se completarán, el gasoducto árabe terminará para el año 2010, conectando el gas egipcio e iraquí a Jordania, Siria y el Líbano, y luego a Turquía, por lo tanto a Europa, se completará un Acuerdo de libre comercio ( GAFTA ) para el 1 de enero de 2008, por lo que el 95 % de todos los productos árabes estarán libres de impuestos.

## Derechos de las mujeres
El 3 de marzo de 2021 en la 155 sesión del Consejo de la Liga Árabe se aprobó la resolución 8636: «Estrategia árabe para la prevención y respuesta para combatir todas las formas de violencia en situación de refugio, especialmente violencia sexual contra mujeres y niñas» y un Plan de acción regional para la implementación de la estrategia basado en la Recomendación n.º 14 emitida por el Comité de Mujeres Árabes cuya 40 sesión se celebró bajo la presidencia de Yibuti el 11 de febrero de 2021.

## Asuntos militares
El Consejo Conjunto de Defensa de la Liga Árabe es una de las instituciones de la organización.  Fue establecido bajo los términos del Tratado de Cooperación Económica y Defensa Conjunta de 1950 para coordinar la defensa conjunta de los Estados miembros de la Liga Árabe. La Liga Árabe como organización no tiene una fuerza militar, similar a la ONU, pero en la cumbre de 2007, los líderes decidieron reactivar su defensa conjunta y establecer una fuerza de mantenimiento de la paz para desplegar en el sur del Líbano, Darfur, Irak y otros puntos calientes. En una cumbre de 2015 en Egipto, los Estados miembros acordaron, en principio, formar una fuerza militar conjunta.

### Cumbres de emergencia
| N.º | Fecha                       | País anfitrión | Ciudad anfitriona |
| --- | --------------------------- | -------------- | ----------------- |
| 1   | 21-27 de septiembre de 1970 | Egipto         | El Cairo          |
| 2   | 17-28 de octubre de 1976    | Arabia Saudita | Riad              |
| 3   | 7-9 de septiembre de 1985   | Marruecos      | Casablanca        |
| 4   | 8-12 de noviembre de 1987   | Jordania       | Amán              |
| 5   | 7-9 de junio de 1988        | Argelia        | Argel             |
| 6   | 23-26 de junio de 1989      | Marruecos      | Casablanca        |
| 7   | 28-30 de marzo de 1990      | Irak           | Bagdad            |
| 8   | 9-10 de agosto de 1990      | Egipto         | El Cairo          |
| 9   | 22-23 de junio de 1996      | Egipto         | El Cairo          |
| 10  | 21-22 de octubre de 2000    | Egipto         | El Cairo          |
| 11  | 7 de enero de 2016          | Arabia Saudita | Riad              |

## Demografía
La Liga Árabe es una asociación cultural y étnica de 22 Estados miembros, con la abrumadora mayoría de la población de la Liga identificada como árabe (sobre una base cultural etnoracial). Al 1 de julio de 2013, alrededor de 359 millones de personas viven en los estados de la Liga Árabe. Su población crece más rápido que en la mayoría de las demás regiones del mundo. El estado miembro más poblado es Egipto, con una población de alrededor de 100 millones. La menos poblada son las Comoras, con más de 0,6 millones de habitantes. Tiene una población más actual estimada de 452 391 908.
| Posición | País                   | Población   | Densidad (/km2) | Referencias   |
| -------- | ---------------------- | ----------- | --------------- | ------------- |
| 1        | Egipto                 | 100 075 480 | 104             | [ 32 ]        |
| 2        | Argelia                | 40 400 000  | 16              | [ 33 ]        |
| 3        | Irak                   | 37 202 572  | 82              | [ 34 ]        |
| 4        | Marruecos              | 35 740 000  | 71              | [ 33 ]        |
| 5        | Sudán                  | 39 578 828  | 16              | [ 35 ]        |
| 6        | Arabia Saudita         | 33 000      | 12              | [ 33 ]        |
| 7        | Yemen                  | 27 584 213  | 45              | [ 33 ]        |
| 8        | Siria                  | 21 906 000  | 118             | [ 33 ]        |
| 9        | Túnez                  | 11 304 482  | 65              | [ 36 ]        |
| 10       | Jordania               | 10 159 967  | 71              | [ 33 ]        |
| 11       | Emiratos Árabes Unidos | 9 269 612   | 99              | [ 37 ]        |
| 12       | Libia                  | 6 293 253   | 3,8             | [ 33 ] [ 38 ] |
| 13       | Líbano                 | 6 006 668   | 404             | [ 33 ]        |
| 14       | Palestina              | 4 550 368   | 756             | [ 39 ]        |
| 15       | Omán                   | 4 424 762   | 9,2             | [ 33 ]        |
| 16       | Mauritania             | 4 301 018   | 3,2             | [ 33 ]        |
| 17       | Kuwait                 | 4 052 584   | 200             | [ 33 ]        |
| 18       | Catar                  | 2 641 669   | 154             | [ 33 ]        |
| 19       | Baréin                 | 1 425 171   | 1,646           | [ 40 ]        |
| 20       | Yibuti                 | 942 333     | 37              | [ 33 ]        |
| 21       | Comoras                | 795 601     | 309             | [ 33 ]        |

## Religión
La mayoría de los ciudadanos de los Estados miembros de la Liga Árabe se adhieren al Islam, siendo el cristianismo la segunda religión más grande. Al menos 15 millones de cristianos combinados viven en Egipto, Irak, Jordania, Líbano, Palestina, Sudán y Siria. Además, hay un número menor pero significativo de drusos, yazidíes, chabaquíes y mandeos. Por lo general, no se dispone de cifras para los árabes no religiosos, pero la investigación del Pew Forum sugiere que alrededor del 1 % de las personas en la región «no están afiliadas».

## Alfabetización en los países miembros

Tasa de alfabetización en la esfera árabe.

Al recopilar datos sobre alfabetización, muchos países calculan el número de personas alfabetizadas basándose en datos autoinformados. Algunos utilizan los datos de logro educativo como un sustituto, pero las medidas de asistencia escolar o finalización de grado pueden diferir. Dado que las definiciones y los métodos de recopilación de datos varían de un país a otro, las estimaciones de alfabetización deben utilizarse con precaución. Los datos pertenecen al Programa de las Naciones Unidas para el Desarrollo: el Informe sobre Desarrollo Humano 2010. También es importante señalar que la región del Golfo Pérsico ha experimentado un auge petrolero, lo que ha permitido la creación de más escuelas y universidades.
| Posición | País                   | Tasa de alfabetización (%) |
| -------- | ---------------------- | -------------------------- |
| 1        | Catar                  | 97,3                       |
| 2        | Palestina              | 96,5                       |
| 3        | Kuwait                 | 96,3                       |
| 4        | Baréin                 | 95,7                       |
| 5        | Jordania               | 95,4                       |
| 6        | Arabia Saudita         | 94,4                       |
| 7        | Líbano                 | 93,9                       |
| 8        | Emiratos Árabes Unidos | 93,8                       |
| 9        | Omán                   | 91,1                       |
| 10       | Libia                  | 91                         |
| 11       | Siria                  | 86,4                       |
| 12       | Irak                   | 85,7                       |
| 13       | Túnez                  | 81,8                       |
| 14       | Argelia                | 80,2                       |
| 15       | Sudán                  | 75,9                       |
| 16       | Egipto                 | 73,8                       |
| 17       | Yemen                  | 70,1                       |
| 18       | Marruecos              | 68,5                       |
| 19       | Mauritania             | 52,1                       |
| 20       | Comoras                | 71,8                       |
| 21       | Yibuti                 | 57                         |